# Piton d’Anchaing

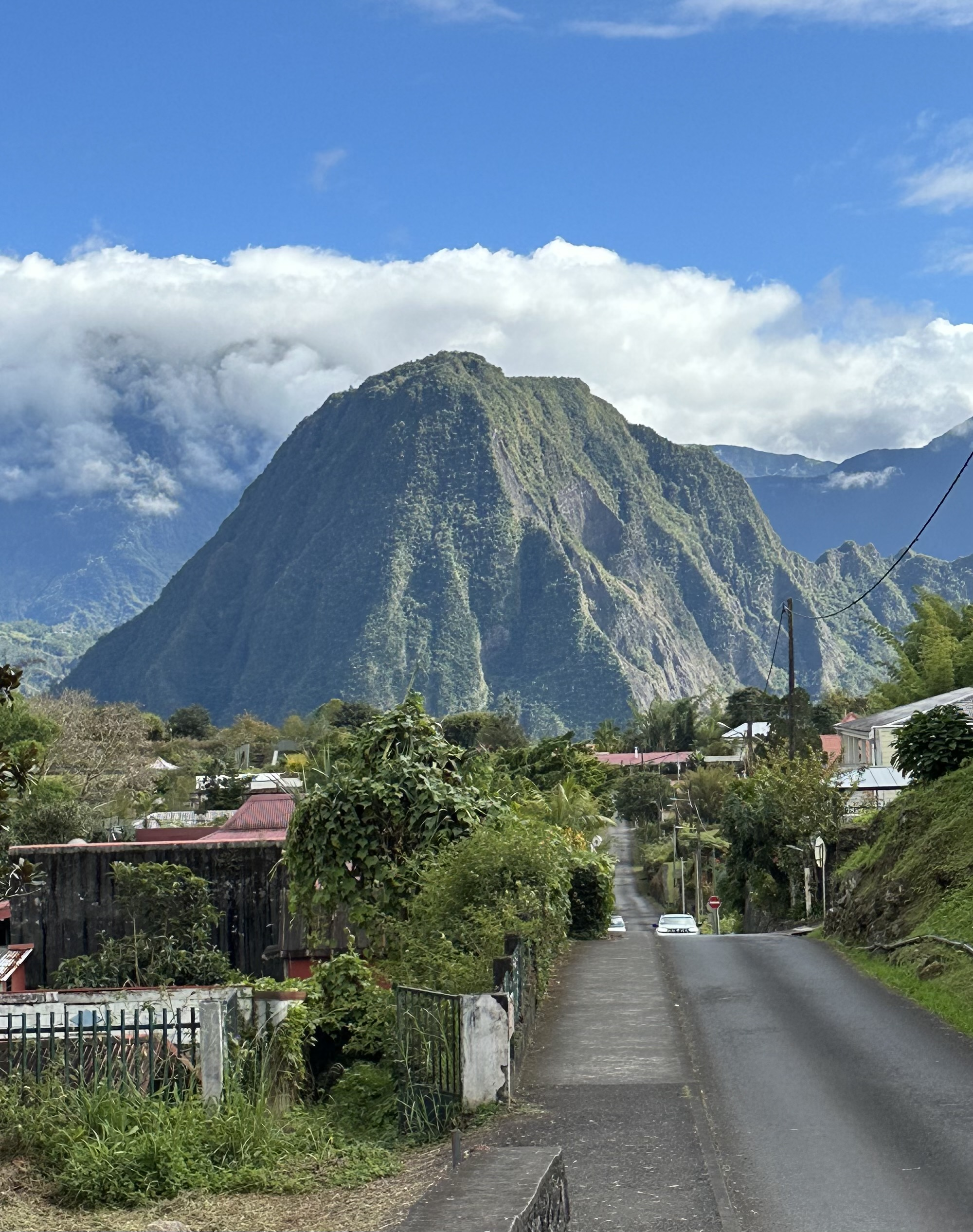
Piton d’Anchaing, 2024

Der Piton d’Anchaing (auch Piton d’Enchaing) ist ein Berg auf der im Indischen Ozean gelegenen französischen Insel Réunion. Er erreicht eine Höhe von 1356 Metern.

## Lage
Der Berg erhebt sich im Inselinneren im Talkessel Cirque de Salazie in der Gemeinde Salazie, nordwestlich von Hell-Bourg.
Auf dem Gipfelplateau befindet sich ein dichter Mischwald. Um das Plateau verläuft ein Rundweg, der in etwa einer halben Stunde begangen werden kann. Er führt an zwei Aussichtspunkten vorbei, von denen ein weiter Blick über den Talkessel möglich ist.

## Geschichte
Benannt ist der Berg nach dem legendären Sklaven Anchaing, der mit seiner Geliebten, der Sklavin Héva, vor der Brutalität ihres Herren auf diesen unzugänglichen Berg geflohen sein soll. Sie hätten hier mit mehreren Kindern von der Jagd, vom Fischen und auch vom Anbau von Lebensmitteln gelebt haben, sollen jedoch vom Sklavenjäger Bronchard gejagt und letztlich gefangen worden sein. Zu ihrem weiteren Schicksal gibt es unterschiedliche Aussagen. So heißt es, dass ihr ehemaliger Herr zu diesem Zeitpunkt bereits verstorben war und seine Tochter ihnen die Freiheit schenkte. Nach einer anderen Version töte Bronchard Anchaing und brachte Héva und die Kinder zurück in die Sklaverei.
Der Dichter Auguste Vinson verfasste ein Gedicht über den Berg.